# Free-Torrents.org
Free-Torrents.org — прекративший существование российский BitTorrent-трекер, создатели которого заявляли целью трекер «свободный от правообладателей». Регистрация учётных записей на трекере была свободная, но обязательная: без нее был недоступен поиск и скачивание торрент-файлов.
В середине 2009 года ресурс посещало около 27 тысяч уникальных посетителей ежедневно, а уже в начале 2010 года, эта цифра достигала 100 тысяч.

## История
История Free-torrents.org началась в декабре 2007 года, когда начались массовые претензии правообладателей к раздачам игр на крупнейшем в России трекере «torrents.ru». В итоге владельцы torrents.ru (ныне RuTracker.org) приняли решение начать сотрудничество с правообладателями, выдать им учётные записи с правом закрытия раздач, а также запретить распространять некоторые материалы — началось с игр, позднее продолжилось ПО российских производителей, а также новыми фильмами. Часть администраторов открыли новый трекер (изначально названный game-torrent.info и ориентированный на игры), схожий с RuTracker.org как внешне (у него был тот же движок), так и правилами.
По словам владельцев трекера, с момента основания он начал подвергаться атакам и претензиям правоохранительных органов РФ. Цитата с сайта сервиса:
Начав свою работу на хостинге компании Мастерхост в Санкт-Петербурге, ... ресурс вскоре был вынужден отправиться на площадку в Финляндию в связи с дружеским визитом наряда МВД в серверное помещение. В процессе переезда отмечался первый серьёзный перебой в работе. После этого ресурс некоторое время продержался в Финляндии, но после очередной порции угроз провайдеру, потребовался переезд в Великобританию. Там сервер практически постоянно находился в офлайне в связи с постоянными письмами от НП ППП и других правообладателей и проверками хостера, вызванными этими письмами. После того, как администрация поняла, что в Англии сервер будет отключен почти круглосуточно, сервер был перенесён в Китай.
В 2009 году сервер вновь поменял своё местонахождение — на этот раз он переехал в Германию. До этого был инцидент с неназванным эстонским хостером, который тоже был вынужден отказать в поддержке проекта из-за опасности судебных преследований.
В августе 2009 года Free-torrents.org в очередной раз оказался подвержен претензиям правообладателей и вследствие жалобы со стороны Business Software Alliance, лишился хостинга в Германии. В 2010 и 2011 годах, оборудование и хостинг находилось на Украине.
В июне 2014 года, по утверждению администрации, ресурсу пришлось сменить оборудование, из-за падающего дохода с рекламы, вызванного постоянным внесением в фильтры AdBlock и тем, что в октябре 2013 года ресурс был внесён в списки блокирования Роскомнадзора и с тех пор, кол-во «гостей» упало в 2.5 раза, но остается стабильным последние 5 месяцев, так как рекламу смотрели в основном случайные посетители, то доход с рекламы значительно упал. Администрация обещала начать ограничивать скачивание тем пользователям, которые отказываются отключать часть правил Adblock.
В конце 2018 года после перебоев трекер временно прекратил работу.
Возобновил свою работу 12 октября 2021 года.
Вновь прекратил работу в 2022 году.